# Tuck Everlasting
Tuck Everlasting (Brasil: Vivendo na eternidade / Portugal: A fonte misteriosa),  é um filme estadunidense de 2002, dos gêneros drama, fantasia e romance dirigido por Jay Russell e estrelado por Alexis Bledel, Ben Kingsley, Sissy Spacek, Amy Irving, Victor Garber, Jonathan Jackson, Scott Bairstow e William Hurt. Baseado no livro de mesmo nome de Natalie Babbitt de 1975, o filme é um lançamento da Walt Disney Pictures.
As filmagens de Tuck Everlasting aconteceram em Maryland, especificamente em Baltimore, Bel Air e Berlin.
Com um orçamento de US$ 15 milhões, Tuck Everlasting arrecadou US$ 19,161,999 nos EUA e US$ 182,616 em outros territórios, totalizando US$ 19,344,615. O filme recebeu críticas positivas, com 61% de "Fresh" no Rotten Tomatoes, com base em 119 resenhas (72 positivas, 49 negativas) e 66 de 100 no Metacritic, indicando "resenhas geralmente favoráveis".

## Sinopse
Na segunda década do século XX, vive Winnie Foster, uma jovem cujos pais são muito ricos mas não a deixam aproveitar a vida. Ela vive sob a esperança da fuga que a liberte daquela amargura e, um dia, perdida num bosque, depara com um jovem sedutor, Jesse Tuck (Jonathan Jackson), e a sua família, os Tuck.
Enquanto se apaixona pelo rapaz, que corresponde aos seus nobres sentimentos, Winnie descobre  que os Tuck guardam um precioso segredo: o segredo da juventude e da imortalidade. Entretanto, um homem contratado para a encontrar, ao perceber o segredo dos Tuck, pretende usá-lo em seu benefício. Winnie necessita então fazer uma opção entre beber da fonte da juventude e tornar-se imortal, e assim viver para sempre com a família Tuck, ou voltar para a vida de onde sempre quis fugir.
Ela opta por não beber da fonte, pois lembra do que Angus lhe disse: " Mais vale uma vida bem vivida do que a eternidade mal vivida".
Ela opta por continuar com sua família. Passam-se muitos anos e Jesse volta para procura-lá na fonte, esperando que ela tivesse bebido, mas no lugar disso encontra um túmulo ao lado da fonte. E nele diz: "Winnie Foster, Boa esposa, boa filha e boa mãe".

## Elenco
- Alexis Bledel como Winnifred "Winnie" Foster
- Jonathan Jackson
 como Jesse Tuck
- William Hurt como Angus Tuck
- Sissy Spacek como mãe Tuck
- Scott Bairstow como Miles Tuck
- Ben Kingsley como homem de terno amarelo
- Amy Irving como mãe Foster
- Jean Schertler como avó Foster
- Victor Garber como Robert Foster
- Kosha Engler como esposa de Miles
- Elisabeth Shue como narradora (voz)
- Richard Pilcher como Constable
- Julia Hart como Sally Hannaway
- John Badila como padeiro
- Bradley Coryell como Lead Mill Boy
- Sean Pratt

## Principais prêmios e indicações
Broadcast Film Critics
- Indicado na categoria de melhor filme infantil.